# المعملة (يريم)

تعديل مصدري - تعديل

المعملة محلة تابعة لقرية العر، التابعة لعزلة عبيدة بمديرية يريم إحدى مديريات محافظة إب في الجمهورية اليمنية.، بلغ تعداد سكانها 147 حسب تعداد اليمن لعام 2004.